# Michal Kovačič
Michal Kovačič (* 17. února 1983 Bratislava) je slovenský moderátor a novinář (reportér). Od září 2018 do května 2024 na TV Markíza uváděl politickou diskusní relaci Na telo. Po veřejné kritice svého zaměstnavatele za údajnou cenzuru ve zpravodajství v závěru jedné části relace Na telo v dubnu 2024 byl propuštěn. V listopadu 2024 spustil společně s Adelem Ghannamem a Barborou Šišolákovou svůj vlastní zpravodajský portál 360°.

## Životopis
V letech 1997–2001 absolvoval středoškolské studium na Gymnáziu Jura Hronca a následně v letech 2002–2009 magisterské studium v oboru právo na Právnické fakultě Univerzity Komenského v Bratislavě. Pod vedením Ingrid Frohlichové se ve své diplomové práci věnoval problematice důchodové reformy na Slovensku, přičemž obhajobu absolvoval 12. února 2009.
V oblasti médií začal pracovat ješte během vysokoškolského studia, nejdříve jako asistent produkce (2002–2004) a poté jako moderátor a reportér ranního zpravodajství (2004–2007) ve Slovenské televizi. Od března 2006 do prosince 2007 působil jako rozhlasový moderátor zpravodajství ve Fun radiu a od května 2007 do ledna 2008 byl reportérem zpravodajství ve Slovenské televizi. Od února 2008 působil v TV Markíza jako reportér zpravodajství a od září 2018 zde i moderoval politickou diskusní relaci Na telo. V červenci 2010 absolvoval stáž v americké CNN.

### Kariéra v TV Markíza
Na jaře 2022 soutěžil v 7. sérii televizního tanečního pořadu Let's Dance, přičemž se z jedenácti soutěžících párů společně se svou taneční partnerkou Simonou Brecíkovou, v pátém kole nahrazenou Vanesou Indrovou, umístili na 8. místě.
Po měsících bojkotu relace Na telo ze strany slovenské vlády přečetl na konci vysílání jedné epizody v dubnu 2024 neschválené prohlášení, v kterém obviňuje svého zaměstnavatele z pokusů o cenzuru a nadměrných zásahů do objektivity zpravodajství. Tuto situaci poté přirovnal k „orbanizaci“ (= napodobňování kroků maďarského premiéra Viktora Orbána), následkem čehož byly relace Na telo i Na telo plus okamžitě zrušeny, jejich dramaturgický tým byl propuštěn a Kovačičovi bylo nařízeno „zůstat doma“ a „předem hlásit jakýkoliv příchod do Markízy“. Po měsíci a něco od tohoto vystoupení byl Kovačič za porušení pracovní disciplíny a pracovní smlouvy propuštěn, načež proti tomuto zvažoval právní kroky. Téma kolem redaktorů v TV Markíza není ještě u konce. Drtivá většina redaktorů stále pracuje v TV Markíza, kromě však např. redaktora Adela Ghannama, který se v televizi rozhodl skončit.

### 360tka
Po ukončení pracovně-právního vztahu s TV Markízou ohlásil 1. září 2024 založení zpravodajského portálu 360tka spolu se svým bývalým kolegou Adelem Ghannamem a Barborou Šišolákovou, která předtím pracovala v RTVS. Za tímto účelem spustili na financování projektu. Na spuštění a první rok provazu portálu vyhlásili veřejnou sbírku na crowdsourcingovém portálu Donio, v níž během 29 dní vybrali 594 tisíc eur od 16 470 dárců. Platforma byla oficiálně spuštěna 17. listopadu 2024, na Mezinárodní den studentstva a 35. výročí sametové revoluce, jeho debatou s Milanem Kňažkem, Václavem Moravcem a Ferem Jokem.

## Osobní život
Dne 2. července 2017 se oženil s novinářkou Zuzanou Hanzelovou. Svatební cestu strávili dobrovolnickou prací s dětmi v Nikaragui. V listopadu 2024 oznámili přes Instagram, že se jim narodila dcera Mila.

## Ocenění
- 2024 – Biela vrana za Obranu před zásahy do zpravodajství a nejsledovanější politické relace, TV Markízy.[17]